# オツネントンボ
オツネントンボ（学名：Sympecma paedisca (Brauer, 1877)）は、トンボ目アオイトトンボ科オツネントンボ属に属するイトトンボの一種。トンボの多くがヤゴとして越冬するが、本種は成虫のまま越冬することが知られている。

## 特徴

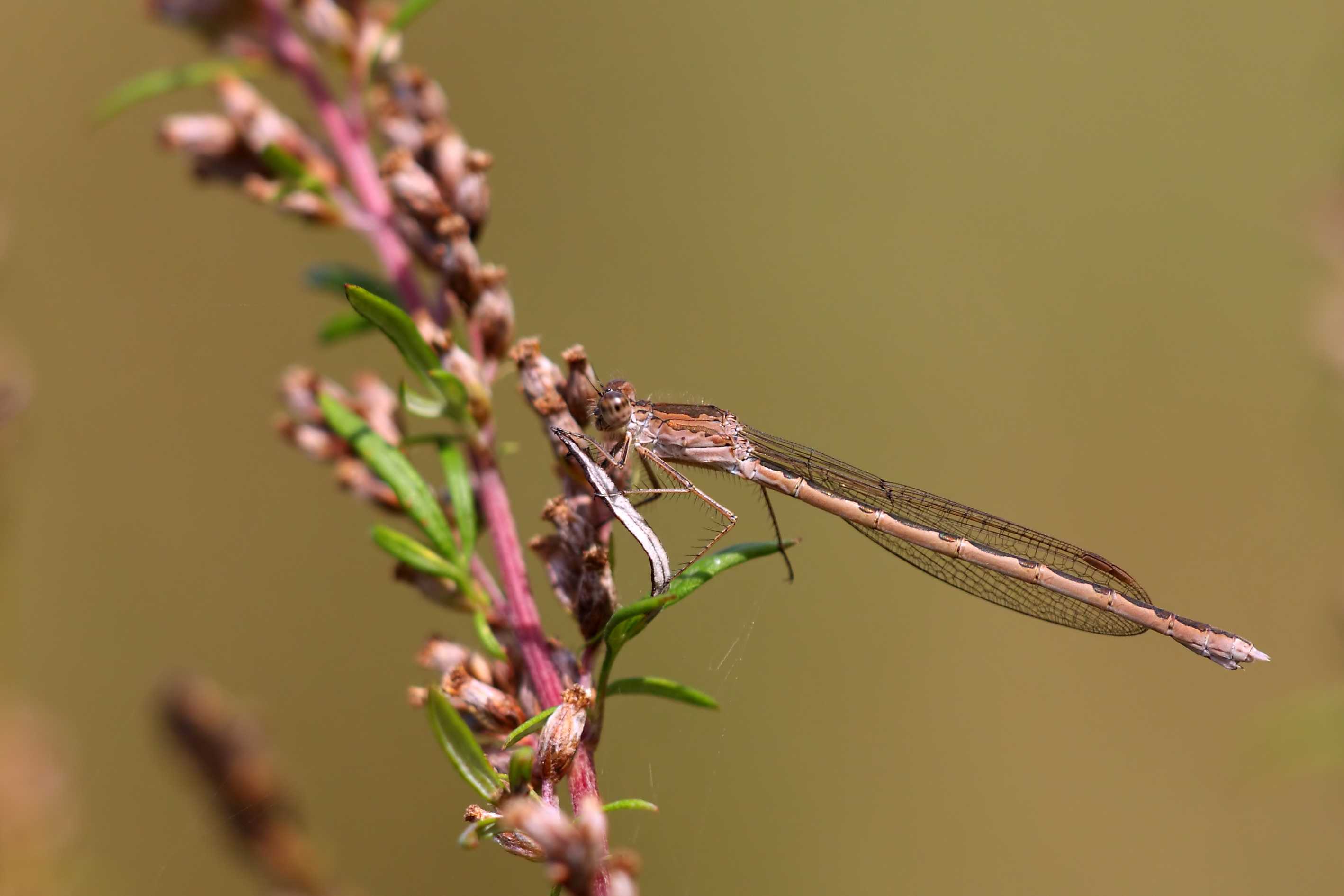
メス

成虫のまま越冬する数少ないトンボ。「越年トンボ」と呼ばれる一つの種で、和名のオツネンは成虫のまま越冬することに由来する。
体色は淡い褐色で、雌雄ともに成熟過程で複眼が青くなるだけでほとんど体色が変化しない。体長はオスが37-41 mm、メスが35-41 mm。翅には青銅色の斑紋があり、後翅長はオスが20-24 mm、メスが21-24 mm。ヤゴの尾鰓は3枚で木の葉の形状。河川や池などに生息。成熟したオスは縄張りを持ち、翅を閉じて水辺で静止している。ヤゴの全長は約27 mmで、ホソミオツネトンボ（全長は約22 mm）に似ている。
本種の学名が、同属のSympecma annulate Seles, 1877やSympecma striata St. Quentin, 1963と混乱されていたことがあった。

## 生活史

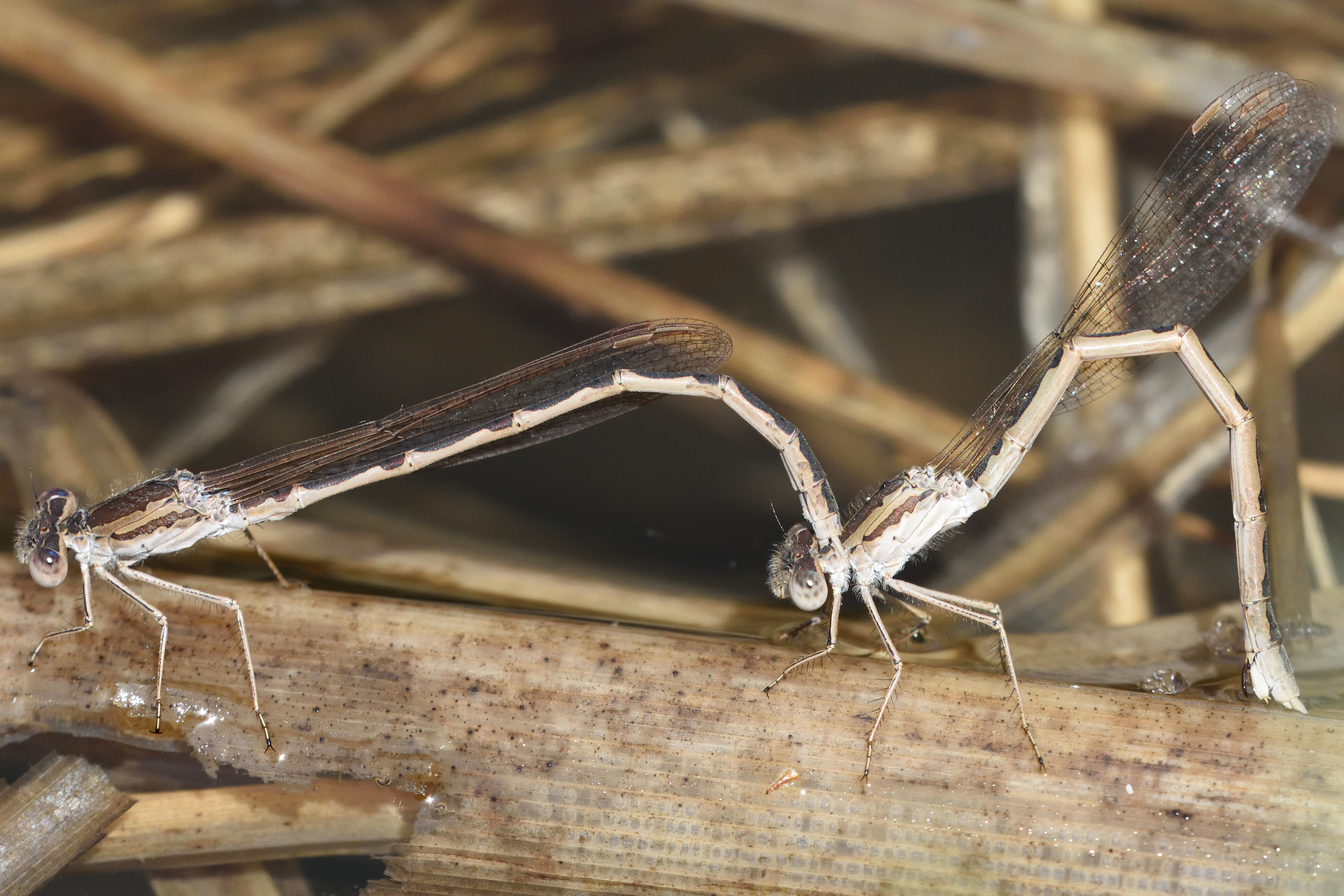
連結産卵

卵の期間は1-2週間ほどで、年に1回の産卵を行う。ヤゴ（幼虫）の期間は1.5－3か月。7-9月にヤゴが羽化して成虫となり、未熟のまま越冬し翌年交尾して、植物の組織内に卵を産み付ける。冬期は主に山林の木の皮の間や建物の隙間などで越冬する。越冬するオツネントンボの生存率は諸説あるが、年によって生存率が変動するものと考えられている。春になると成熟し、複眼が青色になる。

## 分布
ヨーロッパ、ロシア、中央アジア、中国、朝鮮半島および日本の北海道、本州、四国、九州北部に分布する。大分県が日本の分布の南限。平地から山地にかけて、抽水植物が多く生育する明るい池や沼に分布する。

## 種の保全状態評価
水質汚濁や土地開発の影響を受けやすく、個体数を減らしている地域もある。例えばオランダでも個体数や生息域が減少している。
日本では以下の多数の都道府県により、レッドリストの指定を受けている。関東地方と北陸地方などで現存が確認できる産地が激減している地域がある。
- 最重要保護生物（A） - 千葉県（環境省の絶滅危惧IA類相当）[14]
- 絶滅危惧I類 - 富山県
- 絶滅危惧IB類 - 秋田県
- 絶滅危惧II類 - 東京都本土部（区部は絶滅危惧IB類、北多摩は絶滅危惧II類、南多摩と西多摩は準絶滅危惧）[15]、神奈川県、島根県[2]
- 準絶滅危惧 - 石川県[5]、京都府[16]、大分県[11]
- 情報不足 - 高知県

## 近縁種
- Common Winter Damselfly (Sympecma fusca)

## 脚注

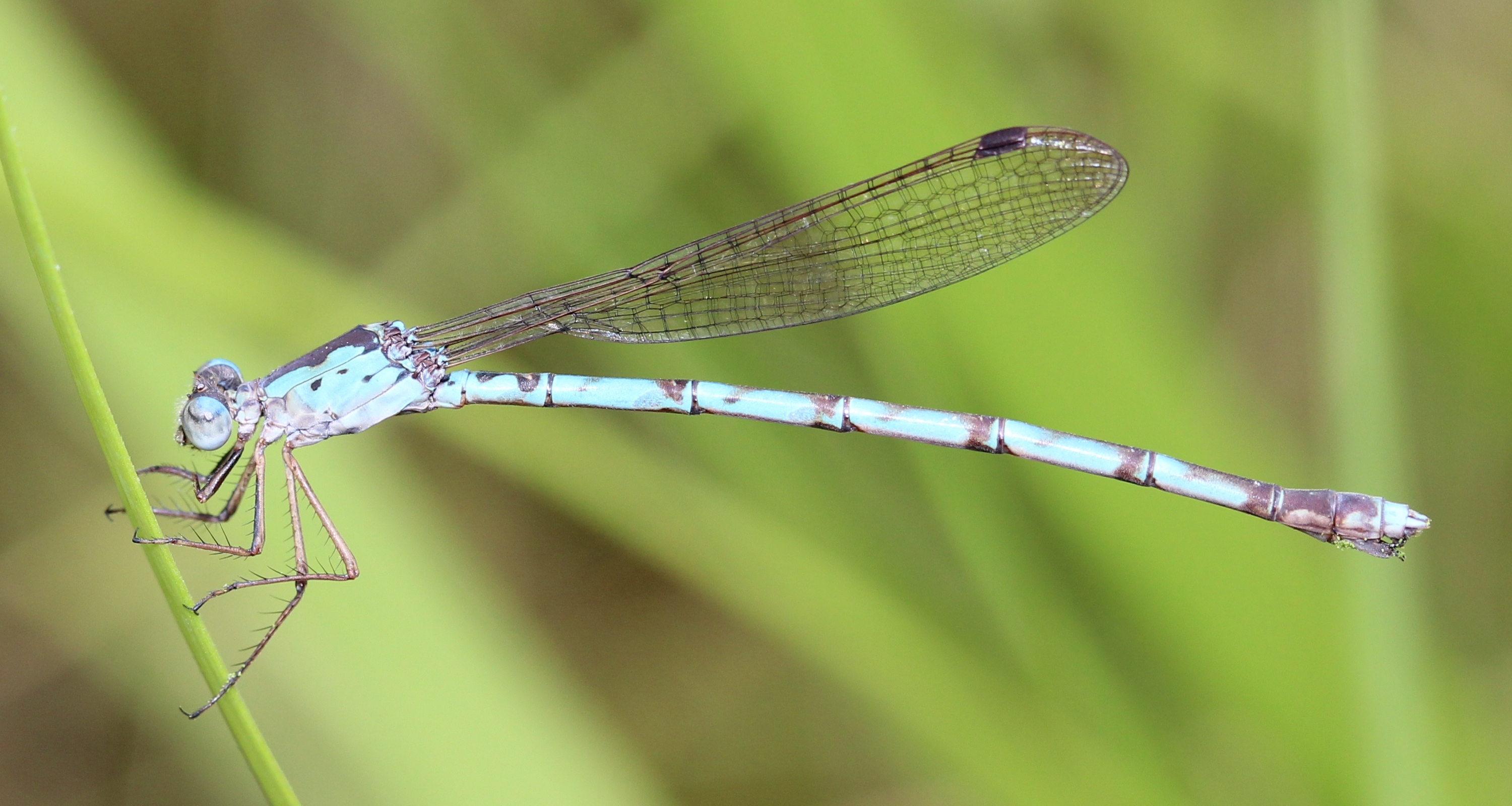
ホソミオツネントンボのメス
Indolestes peregrinus